# Царт-Аям 5
Царт-Аям 5 (англ. Tzart-Lam 5) — індіанська резервація в Канаді, у провінції Британська Колумбія, у межах регіонального округу Каувічен-Велі.

## Населення
За даними перепису 2016 року, індіанська резервація нараховувала 39 осіб, показавши зростання на 21,9%, порівняно з 2011-м роком. Середня густина населення становила 522,1 осіб/км².

## Клімат
Середня річна температура становить 9,4°C, середня максимальна – 20,6°C, а середня мінімальна – -3,1°C. Середня річна кількість опадів – 1 617 мм.
| Клімат поселення                              | Клімат поселення | Клімат поселення | Клімат поселення | Клімат поселення | Клімат поселення | Клімат поселення | Клімат поселення | Клімат поселення | Клімат поселення | Клімат поселення | Клімат поселення | Клімат поселення | Клімат поселення |
| Показник                                      | Січ.             | Лют.             | Бер.             | Квіт.            | Трав.            | Черв.            | Лип.             | Серп.            | Вер.             | Жовт.            | Лист.            | Груд.            |                  |
| Середній максимум, °C                         | 7,80             | 9,26             | 11,20            | 13,72            | 17,01            | 19,82            | 20,27            | 20,57            | 17,54            | 12,94            | 8,71             | 6,05             |                  |
| Середня температура, °C                       | 2,35             | 3,78             | 5,72             | 8,26             | 11,53            | 14,35            | 17,03            | 17,35            | 14,30            | 9,70             | 5,48             | 2,82             |                  |
| Середній мінімум, °C                          | −3,12            | −1,68            | 0,24             | 2,80             | 6,07             | 8,89             | 13,78            | 14,10            | 11,07            | 6,47             | 2,24             | −0,42            |                  |
| Норма опадів, мм                              | 281              | 170              | 161              | 96               | 59               | 44               | 26               | 39               | 44               | 159              | 269              | 269              |                  |
| Середньомісячна швидкість вітру, м/с          | 2.96             | 2.81             | 3.01             | 3.06             | 3.01             | 3.10             | 2.91             | 2.60             | 2.28             | 2.40             | 2.90             | 2.92             |                  |
| Середньомісячна сонячна радіація, кДж/м²·день | 3185             | 5991             | 9918             | 14685            | 18638            | 19799            | 21035            | 17997            | 13149            | 7142             | 3628             | 2552             |                  |
| --------------------------------------------- | ---------------- | ---------------- | ---------------- | ---------------- | ---------------- | ---------------- | ---------------- | ---------------- | ---------------- | ---------------- | ---------------- | ---------------- | ---------------- |
| Джерело:                                      |                  |                  |                  |                  |                  |                  |                  |                  |                  |                  |                  |                  |                  |